# 阿拉珀霍 (北卡羅萊納州)
阿拉珀霍（英語：Arapahoe）是一個位於美國北卡羅萊納州帕姆利科縣的城鎮。

## 人口
根據2020年美國人口普查的數據，阿拉珀霍的面積為5.62平方千米，皆為陸地。當地共有人口416人，而人口密度為每平方千米74人。